# Нейробласты
Нейробласты (др.-греч. blastós — росток, зародыш) — зародышевые нервные клетки, которые в процессе развития превращаются в зрелые нервные клетки — нейроны. Нейробласты отличаются способностью к делению, малыми размерами, низким содержанием белка и РНК, отсутствием стабильных отростков. В эмбриогенезе позвоночных нейробласты выделяются из группы нейроэпигелиальных клеток, образующих стенку нервной трубки. Сохраняя способность к делению, мигрируют в определённые зоны развивающейся нервной системы, где дифференцируются в соответствующие нейроны.
При злокачественном перерождении нейробластов могут возникать опухоли — нейробластомы. Нейробласты, в свою очередь, можно получить из стромальных стволовых клеток благодаря применению специальных биотехнологических процедур (направленной дифференцировке).
Основным структурным элементом нервной системы является нервная клетка, или нейроны. В двадцатом столетии было принято считать, что клетки нервной системы не способны восстанавливаться, однако открытия последних десятилетий, совершенные благодаря конфокальной микроскопии, установили ошибочность этой теории, которая имела основным инструментом исследования световой микроскоп.
Источники получения нервных клеток — эмбриональные ткани человека. Однако, исследования последних лет продемонстрировали новые уникальные возможности образования нервных клеток из их предшественников — нейробластов.
Клиническое применение стволовых клеток и нейробластов относится к наиболее перспективным направлениям современной медицины.
Стволовые клетки и нейробласты можно использовать при лечении заболеваний, связанных с дегенерацией нервной ткани (болезнь Паркинсона, болезнь Альцгеймера, мышечная дистрофия, рассеянный склероз, мозжечковая дегенерация и др.).